# Kelly Smith
Kelly Jayne Smith, MBE (født 29. oktober 1978, i Watford) er en engelsk forhenværende fodboldspiller, angriber, som senest spillede for FA WSL klubben Arsenal Ladies fra 2012 til 2017 og havde desuden to gange tidligere spillet for Arsenal. Hun har spillet for en række amerikanske fodboldklubber og har rekorden som den mest scorende spillere på Englands kvindefodboldlandshold. Før hun fyldte syv år spillede hun fodbold på et drengehold, men blev smidt af holdet, efter at hun blev topscorer og forældre til modstandernes hold klagede over, at hun som pige spillede på et drengehold.
Smith kom på college i USA, hvor hun satte flere rekorder for Seton Hall University, og derefter spillede hun som professionel med Women's United Soccer Association (WUSA) holdet Philadelphia Charge. Efter det var hun tilbage hos Arsenal, hvor hun var med til at vinde UEFA Women's Cup 2006–07. Smith rejste tilbage til USA, hvor hun fik endnu en professional kontrakt, denne gang med Boston Breakers i Women's Professional Soccer (WPS). Hun har spillet over 100 landskampe for England siden hun fik sin debut i 1995. Selv om hun blev ramt at alvorlig skade i løbet af sin karriere, så er Smith Englands rekordscorer med 46 mål. Hun spillede for Storbritannien ved OL i London 2012.
Hun vandt FA Women's Players' Årets spiller i 2006 og 2007.

## Hæder
Smith blev udnævnt Member of the Order of the British Empire (MBE) i 2008 (Birthday Honours).
Hæder med Arsenal
- Women’s Premier League - 1996/97, 2005/06, 2005/06, 2007/08
- UEFA Women’s Cup - 2006/07
- FA Cup - 2005/06, 2006/07, 2007/08<
- Premier League Cup - 2006/07
- Community Shield - 2005/06, 2006/07